# Arthur Greiser
Arthur Karl Greiser (22 de janeiro de 1897 – 21 de julho de 1946) foi um político alemão nazista, SS-Obergruppenführer, Gauleiter e Reichsstatthalter (Governador do Reich) do território ocupado pelos alemães conhecido como Wartheland. Ele foi um dos principais responsáveis pela organização do Holocausto na Polônia ocupada e por inúmeros outros crimes contra a humanidade. Foi preso pelos americanos em 1945 e julgado, condenado e executado por enforcamento na Polônia em 1946 por seus crimes, notavelmente genocídio.

## Primeiros anos e carreira
Greiser nasceu em Schroda (Środa Wielkopolska), Província de Posen, Império Alemão, filho de um pequeno oficial de justiça local (Gerichtsvollzieher). Ele aprendeu a falar polonês fluentemente durante a infância. Em 1903, ele se matriculou na escola primária, seguida de dois anos de ensino intermediário e, por fim, no Königlich-Humanistisches Gymnasium (Colégio Real de Humanidades) em Hohensalza. Saiu do Gymnasium em 1914 sem receber diploma, pois em agosto daquele ano se voluntariou para ingressar na Marinha Imperial Alemã. Serviu nos fortes navais do porto de Kiel em Korugen, Falckenstein e na torre-fortaleza de Laboe de agosto de 1914 a julho de 1915. Em seguida, foi designado como observador de artilharia em Flandres, participando também de operações de minavar em Friedrichsort. Em abril de 1917, Greiser se ofereceu para servir no Corpo de Aviação Naval (Marinha), onde inicialmente atuou como observador no SEE I e II e depois nas Küstenfliegerstaffel I e II. De agosto de 1917 a agosto de 1918, foi designado como aviador naval na Marine Schutzstaffel I. Durante esse período, foi transferido para a Seeflugstation Flandern II (Ostend) e mais tarde voou com a Seefrontstaffel e a MFJ IV. De dezembro de 1917 a janeiro de 1918, foi destacado para a KE-Schule Langfuhr (perto de Danzig, hoje Gdańsk). Enquanto estava em serviço de combate, fez missões sobre o Mar do Norte entre a costa sul da Inglaterra e a costa belga. Posteriormente, foi derrubado e ferido por disparos. Em 30 de setembro de 1919, foi classificado como 50% inválido de guerra e dispensado do serviço naval.
Greiser recebeu a Cruz de Ferro (Primeira e Segunda Classe), a Honrary Cross da Primeira Guerra Mundial 1914/1918 e um Distintivo de Ferimento em Preto em 1914. De 1919 a maio de 1921, serviu no Freikorps Grenzschutz Ost e lutou nos Bálticos.

## Ingresso no Partido Nazista
Segundo Richard Evans, Greiser era fanaticamente anticristão, e membro do Partido Nazista desde cedo (NSDAP nº 166.635). Depois de muitos anos no nacionalista Deutschsoziale Partei (DtSP), fundado por Richard Kunze, e de participar do Der Stahlhelm em meados da década de 1920, juntou-se ao NSDAP e à SA em 1 de dezembro de 1929, e à SS em 29 de setembro de 1931.

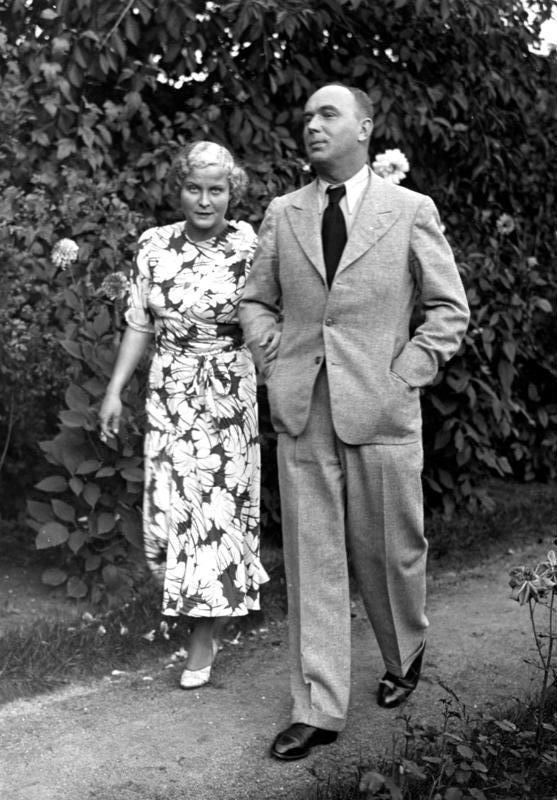
Greiser como Presidente do Senado em 1936 com sua segunda esposa, Maria Greiser-Koerfer

Ele foi Vice-Presidente da Cidade Livre de Danzig de 1933 a 1934 no Senado Rauschning, e foi nomeado Presidente do Senado (Senatspräsident) em 1935–1939. Como Presidente do Senado de Danzig, era rival de seu superior nominal Albert Forster, Gauleiter da cidade desde 1930. Greiser fazia parte do “império” da SS, enquanto Forster era aliado próximo dos “manda-chuvas” do Partido Nazista Rudolf Hess e, mais tarde, Martin Bormann. Em 23 de agosto de 1939, Forster substituiu Greiser como chefe de Estado de Danzig. Na época, a mídia via Forster como um radical e Greiser como um moderado.
Greiser foi acusado pela Polônia de ser diretamente responsável por escalar as tensões entre a Cidade Livre e a República da Polônia em 1939. Quando o Ministro polonês de Relações Exteriores Józef Beck anunciou represálias econômicas após assédio a guardas de fronteira e oficiais de alfândega poloneses, Greiser emitiu um anúncio em 29 de julho de 1939 declarando que a polícia de Danzig não reconhecia mais sua autoridade ou poder, exigindo sua retirada imediata. O comunicado foi escrito em tom tão rude que o representante diplomático polonês em Danzig, Marian Chodacki, se recusou a enviá-lo a Beck, enviando, em vez disso, um resumo judicial.

## Segunda Guerra Mundial

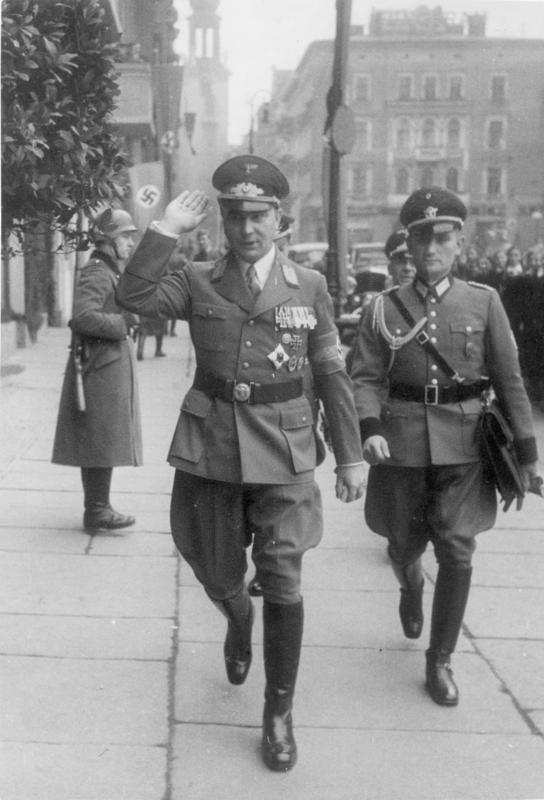
Em Poznań ocupada, 1939

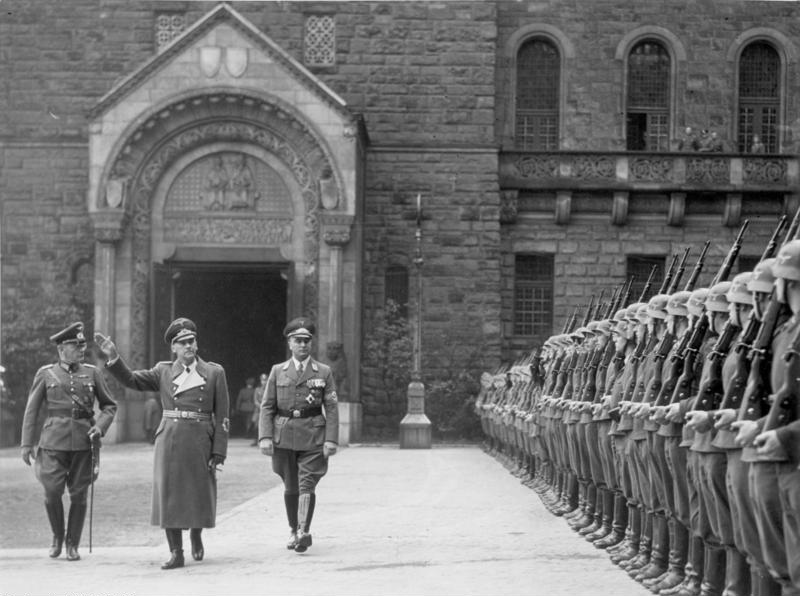
Revistando as tropas em Poznań, novembro de 1939. Greiser está à direita com Wilhelm Frick (centro) e o Generalmajor Walter Petzel (esquerda).

Logo após a invasão alemã da Polônia, Greiser foi transferido de Danzig e, em 8 de setembro, nomeado Chef der Zivilverwaltung im Militärbezirk Posen ou Chefe da Administração Civil no distrito militar de Posen, que foi anexado ao Reich Alemão em 8 de outubro de 1939. A administração militar terminou e ele então foi nomeado Gauleiter do recém-criado Reichsgau Posen em 21 de outubro. Ao mesmo tempo, foi nomeado Comissário de Defesa do Reich do novo Wehrkreis XXI, abrangendo o novo Reichsgau. Como Chefe da Administração Civil do Distrito de Poznań, Greiser fez intensos esforços para incorporar Łódź ao Reich. Adicionalmente, ele foi nomeado para o Conselho de Estado Prussiano. Em 2 de novembro, também foi designado Reichsstatthalter (Governador do Reich) do novo território, unindo sob seu controle os mais altos cargos partidários e governamentais em sua jurisdição. Em 29 de janeiro de 1940, a região foi renomeada Reichsgau Wartheland. Integrante de várias organizações paramilitares nazistas, Greiser foi nomeado NSFK-Gruppenführer, bem como NSKK-Obergruppenführer em abril de 1940. Finalmente, em 30 de janeiro de 1942, foi promovido a SS-Obergruppenführer.
O território sobre o qual Greiser governava era potencialmente muito rico – a antiga província imperial prussiana de Posen havia sido o celeiro da Alemanha Guilhermina antes de 1914, possuía uma excelente rede ferroviária e rodoviária e uma força de trabalho relativamente saudável e bem-educada; Litzmanstadt (Łódź) desenvolvera uma base industrial relativamente sofisticada ao longo do século XIX. Embora se esperasse que todo Gauleiter germanizasse sua área por quaisquer meios, Greiser enfatizou a brutalidade para alcançar esse objetivo. Ele era um racista ardoroso que perseguia com entusiasmo um programa de “limpeza étnica” para livrar o Warthegau de poloneses e para povoar as áreas “limpas” com alemães étnicos. Isso seguia as teorias raciais defendidas pelo Reichsführer-SS Heinrich Himmler. Expulsões em massa de poloneses do Warthegau para o Governo Geral e execuções sumárias eram a norma. Uma empregada polonesa que trabalhou na casa de Greiser descreveu-o como “uma figura muito imponente. Ele era um homem alto; podia-se ver sua arrogância, sua presunção. Era tão vaidoso, tão cheio de si – como se não houvesse nada acima dele, quase um deus. Todos tentavam sair de seu caminho; as pessoas tinham de se curvar a ele, saudá-lo. E os poloneses, ele os tratava com grande desprezo. Para ele, os poloneses eram escravos, bons apenas para trabalhar”. O próprio Greiser declarou suas convicções: “Se, no passado, outros povos desfrutaram de sua história secular vivendo bem, fazendo com que povos estrangeiros trabalhassem para eles sem dar a devida compensação e sem lhes fazer justiça, então nós, como alemães, também queremos aprender com essa história. Não devemos mais ficar nos bastidores; ao contrário, devemos nos tornar todos uma raça de senhores!”.
Além de deportações em massa, o distrito de Greiser foi pioneiro em “limpeza” racial “interna”, de acordo com ideais nazistas. Seu subordinado Wilhelm Koppe forneceu ao Destacamento Especial (Sonderkommando) Lange ao vizinho Gau da Prússia Oriental durante maio e junho de 1940. Essa equipe da SS gaseou 1.558 pacientes de asilos psiquiátricos no campo de concentração de Soldau e então retornou à região de Greiser para continuar esse processo.

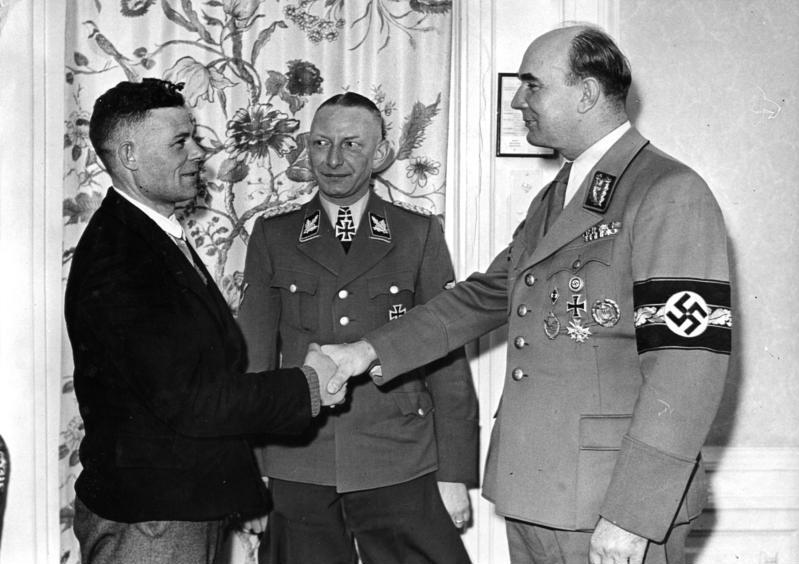
Arthur Greiser em março de 1944 recebendo o milionésimo Volksdeutsche reassentado do leste da Europa na Polônia ocupada como parte da campanha "Heim ins Reich".

Greiser esteve envolvido no reassentamento de refugiados alemães vindos de terras anexadas pela União Soviética em 1939 e 1940. Entre outubro e dezembro de 1939, quase 60.000 Volksdeutsche (alemães étnicos) chegaram à Alemanha vindos dos Estados Bálticos da Estônia e Letônia. Aparentemente, Wilfried Strik-Strikfeldt (mais tarde tradutor do General Andrey Vlasov) estava nesse grupo, pois ele se “reassentou” em Posen. O vizinho Gauleiter e rival Albert Forster recusou-lhes entrada, e eles foram em grande parte instalados em propriedades confiscadas de poloneses em Poznań e por todo o Wartheland. Entretanto, até mesmo Greiser ficou cauteloso, notando que muitos eram idosos e aristocratas urbanizados, com forte consciência de classe, não o tipo de camponês guerreiro viril idolatrado pela SS. Mais próximos de seu ideal eram os mais de 100 000 alemães étnicos evacuados de Volínia e do leste da Galícia. Aprendendo com a experiência báltica, Łódź no leste do Wartheland foi designada como o principal centro de recepção da Volksdeutsche Mittelstelle (VoMi). Em maio de 1940, mais 30 000 Volksdeutsche foram transferidos do Governo Geral (Polônia) para a jurisdição de Greiser. Após 1941, outros 300 000 alemães étnicos foram evacuados da Rússia e da Ucrânia para o Wartheland durante a invasão e ocupação alemãs da União Soviética. Para Greiser, Poznań era considerada a cidade germanizada por excelência, e em 3 de agosto de 1943 ele sediou um encontro nacional de Gauleiter e líderes nazistas, incluindo Martin Bormann, Joseph Goebbels e Heinrich Himmler.

### Campanha antirreligiosa
Richard J. Evans escreveu que a Igreja Católica era a instituição que, “mais do que qualquer outra, havia sustentado a identidade nacional polonesa ao longo dos séculos”. O plano nazista para a Polônia envolvia a destruição da nação polonesa. Isso, necessariamente, exigia atacar a Igreja polonesa, especialmente nas áreas anexadas à Alemanha. Greiser, com o incentivo de Reinhard Heydrich e Martin Bormann, lançou um ataque severo contra a Igreja Católica. Ele cortou todo o apoio do estado à Igreja e impediu influências externas, como do Vaticano e da própria Alemanha. Em julho de 1940, instituiu no território as “treze medidas” anticlericais de Bormann. Essas medidas anticlericais, que tinham a aprovação de Hitler, mostram como os nazistas pretendiam «“dessacralizar” a sociedade alemã».
Propriedades e fundos da Igreja Católica foram confiscados, e organizações leigas foram encerradas. Evans escreveu que “numerosos membros do clero, monges, administradores diocesanos e oficiais da Igreja foram presos, deportados para o Governo Geral, levados para um campo de concentração no Reich ou simplesmente mortos a tiros. Ao todo, cerca de 1 700 padres poloneses acabaram em Dachau: metade não sobreviveu ao cativeiro”. O chefe da administração de Greiser, August Jäger, já havia liderado o esforço de nazificação da Igreja Evangélica na Prússia. Na Polônia, ele ganhou o apelido de “Kirchenjäger” (caçador de igrejas) pela veemência de sua hostilidade à Igreja. “No final de 1941”, escreveu Evans, “a Igreja Católica polonesa havia sido efetivamente proibida no Wartheland. Ela foi, mais ou menos, germanizada nos outros territórios ocupados, apesar de uma encíclica publicada pelo Papa Pio XII já em 27 de outubro de 1939 protestando contra essa perseguição”.

### Holocausto
O SS-Obergruppenführer Greiser participou ativamente do Holocausto. No início de 1940, há registros de Greiser confrontando Hermann Göring sobre os esforços para atrasar a expulsão de judeus de Łódź para a Polônia. Em 18 de setembro de 1941, o Reichsführer-SS Himmler informou Greiser de que pretendia transferir 60 000 judeus tchecos e alemães para o Gueto de Łódź até a primavera de 1942, quando seriam “reassentados”. O primeiro transporte chegou algumas semanas depois, e Greiser solicitou e recebeu de Himmler permissão para matar 100 000 judeus em sua área. Ele então instruiu o HSSPF Wilhelm Koppe a lidar com a superlotação. Koppe e o SS-Sturmbannführer Herbert Lange deram continuidade ao problema experimentando, em uma propriedade rural em Chełmno nad Nerem, caminhões de gás, estabelecendo a primeira unidade de extermínio, que, em última análise, assassinou em massa cerca de 150 000 judeus entre o final de 1941 e abril de 1942. Além disso, em 6 de outubro de 1943, Greiser sediou uma assembleia nacional de oficiais superiores da SS em Posen, na qual Himmler falou abertamente sobre as execuções em massa de civis (o infame Discurso de Posen). As operações de assassinato em massa de Greiser foram coordenadas pelo SS-Oberführer Herbert Mehlhorn.
Em 20 de janeiro de 1945, Greiser ordenou a evacuação geral de Posen (depois de receber um telegrama de Bormann transmitindo a ordem de Hitler para abandonar a cidade). Greiser deixou a cidade naquela mesma noite e se apresentou no trem pessoal de Himmler em Frankfurt an der Oder. Lá, Greiser descobriu que havia sido enganado por Bormann. Hitler havia anunciado que Posen deveria ser mantida a todo custo, e Greiser agora era visto como desertor e covarde, especialmente por Goebbels, que, em seu diário, em 2 de março de 1945, rotulou Greiser de “uma verdadeira desgraça para o Partido (nazista)”, mas suas recomendações para punição após a captura de Poznań foram ignoradas.
Ele se rendeu aos americanos na Áustria em 1945.

## Julgamento e execução

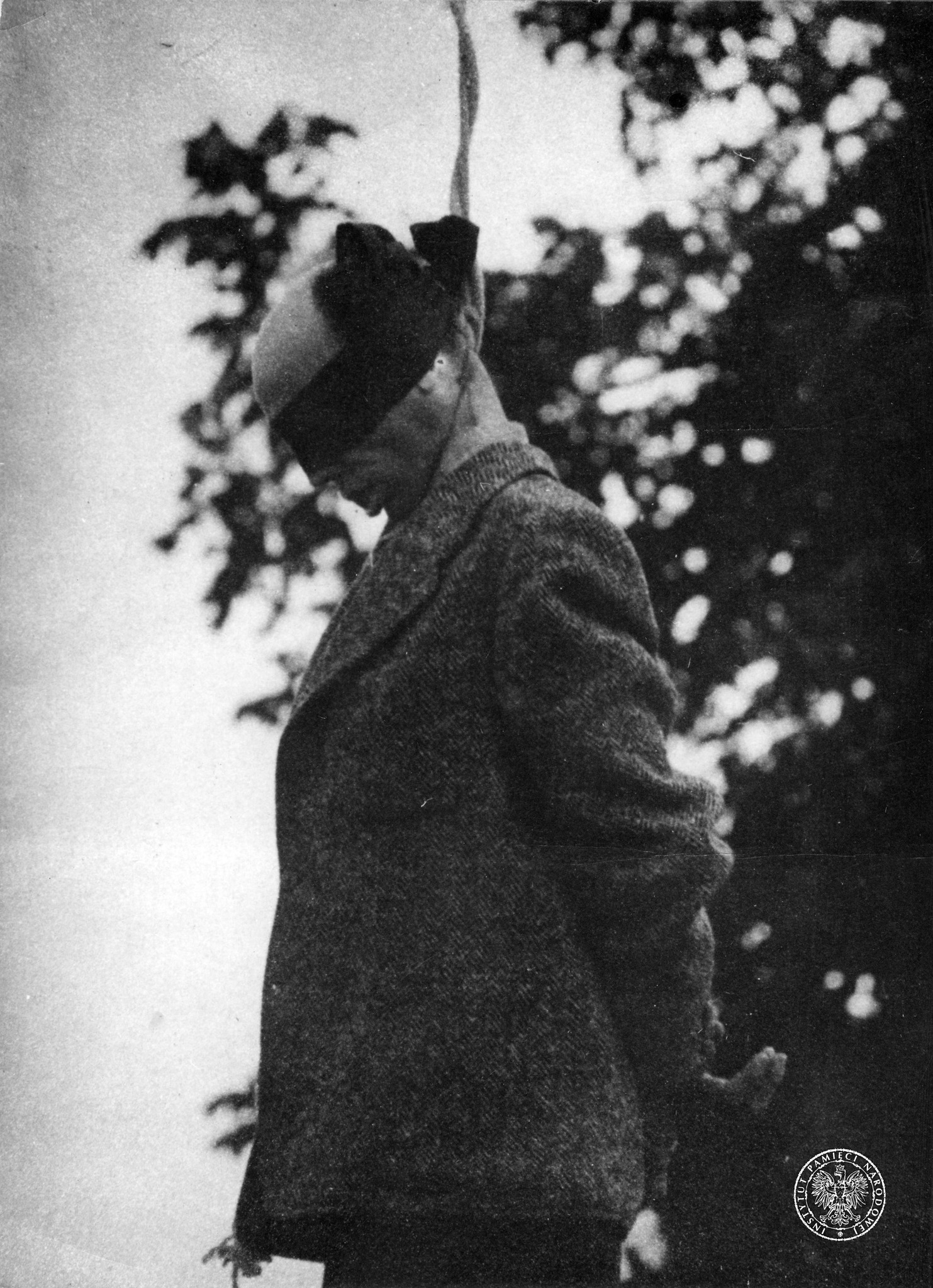
Execução de Arthur Greiser, Poznań, 21 de julho de 1946.

Depois da guerra, o governo polonês (o Supremo Tribunal Nacional) julgou Greiser por crime de guerra. Sua defesa de que “apenas seguia ordens” não se sustentou, pois ficou provado que outros Gauleiter não haviam adotado uma política semelhante. Por exemplo, Albert Forster, Gauleiter de Danzig-Prússia Ocidental (outra área da Polônia ocupada anexada pela Alemanha), simplesmente declarou que todos os poloneses em sua região que fossem razoavelmente proficientes em alemão seriam considerados alemães (embora fosse culpado pelo extermínio da população judaica sob sua jurisdição, seja por assassinato ou deportação). Os defensores de Greiser, Stanisław Hejmowski e Jan Kręglewski, tentaram convencer o Tribunal de que Greiser, como chefe de um estado formalmente independente, a Cidade Livre de Danzig, não poderia ser julgado por outro país, mas o argumento foi rejeitado pelo tribunal. Greiser foi condenado pelos seguintes crimes:
- genocídio e assassinato de civis e prisioneiros de guerra;
- tortura, perseguição e lesão de civis e prisioneiros de guerra;
- organizar e executar sistematicamente a destruição da cultura polonesa, saquear o patrimônio cultural polonês, Germanização do país e do povo polonês, apropriação ilegal de propriedade pública;
- organizar e executar sistematicamente o saque de propriedades polonesas;
- insultar e ridicularizar a nação polonesa, propagando a ideia de inferioridade cultural e baixo valor social;
- expulsar à força indivíduos, famílias, bairros e distritos inteiros para o Governo Geral ou para campos de trabalho forçado no Reich alemão;
- perseguir e assassinar judeus poloneses, matando-os em seus locais de residência, agrupando-os em guetos fechados, de onde eram enviados ao Campo de extermínio de Chełmno para extermínio em câmaras de gás, ridicularizando o povo judeu em ações e palavras, causando sofrimento físico, ferimento e humilhação da dignidade humana;
- arrancar crianças polonesas contra a vontade de seus pais ou responsáveis, forçando-as a viver em famílias alemãs ou orfanatos públicos dentro do Reich, cortando todo contato com suas famílias e nação, dando-lhes nomes alemães.

O Tribunal decidiu que Greiser era culpado de todas as acusações e o sentenciou à morte por enforcamento, morte civil e confisco de todos os seus bens. Na madrugada de 21 de julho de 1946, foi transportado da prisão para as encostas do Fort Winiary, onde foi enforcado diante de uma grande multidão, apesar de um apelo do Papa Pio XII para que sua vida fosse poupada.